# أروبا دي لوس مونتس (سيوداد ريال)
بلدية أروبا دي لوس مونتس (بالإسبانية: Arroba de los Montes)‏، هي إحدى بلديات مقاطعة سيوداد ريال إحدى مقاطعات إسبانيا، والتي تقع في منطقة قشتالة لا منتشا وسط إسبانيا.
يبلغ عدد سكانها 553 نسمة وفقاً لإحصائية سنة (2007).